# Espacio vectorial topológico de Schwartz
En análisis funcional y áreas relacionadas de las matemáticas, un espacio vectorial topológico de Schwartz (o simplemente, un espacio de Schwartz) es un tipo de espacio vectorial topológico (EVT) cuyos entornos del origen tienen una propiedad similar a la definición de los subconjuntos totalmente acotados. Estos espacios fueron introducidos por Alexander Grothendieck.

## Definición
Un espacio localmente convexo de Hausdorff X con {\displaystyle X^{\prime }} dual continuo, se denomina espacio de Schwartz si satisface cualquiera de las siguientes condiciones equivalentes:
1. Para cada entorno del origen U equilibrado convexo y cerrado en X, existe un entorno V de 0 en X tal que para todo r > 0 real, V puede estar recubierto por un número finito de traslaciones de rU.
2. Cada subconjunto acotado de X es un espacio totalmente acotado, y para cada entorno del origen U equilibrado convexo y cerrado en X, existe una vecindad V de 0 en X tal que para todo r > 0 real, existe un subconjunto acotado B de X tal que V ⊆ B + rU.

## Propiedades
Cada espacio cuasi completo de Schwartz es un espacio semi de Montel.
Cada espacio de Fréchet Schwartz es un espacio de Montel.
El espacio dual fuerte de un espacio completo de Schwartz es un espacio ultrabornológico.

## Ejemplos y condiciones suficientes
- Los subespacios vectoriales de los espacios de Schwartz son espacios de Schwartz.
- El cociente de un espacio de Schwartz por un subespacio vectorial cerrado es nuevamente un espacio de Schwartz.
- El producto cartesiano de cualquier familia de espacios de Schwartz es nuevamente un espacio de Schwartz.
- La topología débil inducida en un espacio vectorial por una familia de aplicaciones lineales valoradas en espacios de Schwartz es un espacio de Schwartz si la topología débil es de Hausdorff.
- El límite inductivo estricto localmente convexo de cualquier secuencia numerable de espacios de Schwartz (con cada EVT embebido en el siguiente espacio), es nuevamente un espacio de Schwartz.

### Contraejemplos
Todo espacio vectorial normado de dimensión infinita "no" es un espacio de Schwartz.
Existen espacios de Fréchet que no son espacios de Schwartz, y existen espacios de Schwartz que no son espacios de Montel.